# NGC 1167
NGC 1167 ist eine Linsenförmige Galaxie vom Hubble-Typ S0 mit aktivem Galaxienkern im Sternbild Perseus am Nordsternhimmel. Sie ist schätzungsweise 226 Millionen Lichtjahre von der Milchstraße entfernt und hat einen Durchmesser von etwa 225.000 Lichtjahren. Vom Sonnensystem aus entfernt sich die Galaxie mit einer errechneten Radialgeschwindigkeit von näherungsweise 5.000 Kilometern pro Sekunde.
Gemeinsam mit fünf weiteren Mitgliedern bildet sie die Lyons Groups of Galaxies LGG 80 um PGC 11625. Im selben Himmelsareal befinden sich unter anderem die Galaxien PGC 11369, PGC 11370, PGC 11437, PGC 138583.
Das Objekt wurde am 13. September 1784 von Wilhelm Herschel entdeckt.